# Cyproidea cobia
Cyproidea cobia is een vlokreeftensoort uit de familie van de Cyproideidae. De wetenschappelijke naam van de soort is voor het eerst geldig gepubliceerd in 2009 door Azman.